# Abbaye de Nimbschen
L’abbaye de Nimbschen (Marienthron) est une ancienne abbaye cistercienne au sud de Grimma, dans le diocèse de Dresde-Meissen.

## Histoire
En 1243, le margrave Henri III de Misnie fonde le couvent de Marienthron près de Torgau pour entourer la sépulture de son épouse Constance de Babenberg (de), récemment décédée. Le monastère reçoit un équipement initial important : des biens immobiliers, les deux paroisses d'Altbelgern et Weßnig et l'église de Torgau notamment, des propriétés de la maison de Wettin prévue pour l'abbaye bénédictine de Reinhardsbrunn en 1119.
En plus de la sécurité matérielle, le margrave réussit à établir légalement le couvent. Cela est fait par l'incorporation dans l'ordre cistercien (1244), l'abbaye de Pforta est désignée comme abbaye-mère pour les moniales. Les moines de cette abbaye deviendront confesseurs des moniales de Marienthron au cours des siècles suivants, les abbés de Pforta reçoivent le droit de visiter l'abbaye des femmes, et ils sont également chargés de la pastorale et du soutien dans les questions économiques. En 1250, les moniales reçoivent le privilegium commune de l'ordre cistercien du pape Innocent IV, mais les moniales n'obtiennent pas l'exemption de l'évêque diocésain de Merseburg Heinrich von Waren . On le voit, par exemple, dans un document de l'évêque Friedrich von Torgau de 1279, qui confirme l'appartenance du trône marial à l'ordre cistercien, sous réserve toutefois des droits épiscopaux.
Le couvent déménage deux fois. Vers 1250 le sanctuaire s'installe dans la ville de Grimma, fondée par les Wettin dès le tournant du XIIIe siècle, et y est doté de la paroisse et de l'hôpital. Les bâtiments de l'hôpital sont probablement utilisés par les religieuses pour rester et sont reconstruits et agrandis entre 1250 et 1270. Même avant 1291, les cisterciennes s'installent dans un monastère nouvellement construit près de Nimbschen, renforçant ainsi la position de leurs seigneurs territoriaux margraviaux des Wettin dans cette région. L'église abbatiale est consacrée en 1291.
Les cisterciennes de Nimbschen possèdent de vastes propriétés sur l'Elbe et la Mulde à la fin du Moyen Âge, mais la seigneurie monastique stagne à partir du XIVe siècle et des difficultés financières apparaissent vers la fin du XVe siècle. Les Wettin en tant qu'électeurs et souverains saxons et les abbés de Pforta tentent de mettre en œuvre des réformes qui ne réussissent que dans la mesure où la communauté de moniales est économiquement saine dans les années 1520 malgré d'importants travaux de rénovation des bâtiments du monastère au début du XVIe siècle.
Cependant, la vie religieuse et spirituelle des moniales n'est pas épargnée par la Réforme protestante. La fuite de neuf religieuses de l'abbaye dans la nuit du 4 avril 1523, dont Catherine de Bore, la future épouse de Martin Luther, et Magdalena von Staupitz (de), est l'un des événements bien connus de la phase finale de la communauté monastique. Sur 40 femmes, neuf religieuses sont restées dans le couvent lorsque Margaretha (II.) (1509-1536), la dernière abbesse du Marienthron, meurt. Le monastère en tant qu'institut spirituel est dissous en 1536, l'entreprise est poursuivie par l'administrateur du monastère jusqu'à ce que l'électeur Jean-Frédéric de Saxe loue la propriété de l'abbaye en 1542.
De 1550 à 1948, les abbayes de Nimbschen et de Buch appartiennent à l'école princière de Grimma (de) en tant que propriété de l'école publique. La propriété de l'abbaye sécularisée de Nimbschen est regroupée au sein de l'institution, qui est responsable de l'administration de la propriété et de l'entretien économique de l'école princière de Grimma.
Au fil du temps, les bâtiments de l'abbaye sont délabrés et sont démontés pour extraire des matériaux de construction. À partir du matériel encore disponible du complexe monastique, la nouvelle propriété monastique est créée en 1810, elle sert pour l'école princière et publique de Grimma à partir de 1901.
À côté des ruines du monastère se trouve l'hôtel de l'abbaye de Nimbschen avec des salles de conférence. Le complexe hôtelier souffre de l'inondation en 2002. Le jour de la fête de la Réformation en 2010, la première pierre de la chapelle est posée à côté des ruines du monastère. Le sentier de Luther en Saxe (de) passe par Nimbschen.

## Abbesses
- Beatrix (1252, 1253)
- Margarethe von Kirchberg (après 1257 – avant 1282)
- Hedwig (1282, 1308, 1310)
- Jutta (1314)
- Gertrud (1322)
- Elisabeth (I.) (1339, 1355)
- Mechthild (1357, 1372)
- Margaretha (I.) von Leisnig (de) (1378, 1387)
- Hippe Truchsessen (de) (1390, 1394)
- Mechthild von Landsberg (1397, 1402)
- Elisabeth (II.) (1409, 1410)
- Sophia von Prausitz (1423, 1427)
- Margaretha (1436–1456)
- Elisabeth Grauschwitz (1456–1461)
- Dorothea von Behr (1461–?, 1481)
- Ursula von Lausick (1484, 1495)
- Katherina von Schönberg (1498–1509)
- Margaretha (II.) von Haubitz (1509–1536)

## Source de la traduction
- (de) Cet article est partiellement ou en totalité issu de l’article de Wikipédia en allemand intitulé « Kloster Nimbschen » (voir la liste des auteurs).